# Jagdrecht (Österreich)
Das objektive Jagdrecht in Österreich umfasst alle Rechtsnormen, die sich mit der Jagd befassen. Das subjektive Recht zur Jagd ist untrennbar mit dem Grundeigentum verbunden, während das praktische Jagdausübungsrecht dem Prinzip des Revierjagdsystems folgend ein Jagdgebiet (Eigen- oder Genossenschaftsjagdgebiet) mit einer festgelegten Mindestfläche voraussetzt.

## Jagdgesetze
Jagdgesetze werden auf Landesebene beschlossen. Es gibt demnach neun verschiedene Jagdgesetze, die sich aber größtenteils gleichen. Naturschutzrecht ist ebenfalls Landesrecht. Andere in Beziehung mit dem Jagdrecht stehende Gesetze wie das Waffengesetz oder das Tierschutzgesetz sind hingegen Bundesgesetze. Mit Ausnahme von Flächen zur „landwirtschaftlichen Wildtierhaltung“ sind alle Gebiete bejagbare Flächen. Es sind jedoch auch Flächen vorhanden, auf denen die Jagd „ruht“ (zum Beispiel in Umgebung von Häusern, auf Friedhöfen, öffentlichen Straßen usw.).

## Umsetzung
Mit der Vollziehung des jeweiligen Jagdgesetzes sind die Bezirksverwaltungsbehörden gesetzlich betraut, diverse Aufgaben sind auf die Landesjagdverbände, unter Aufsicht der Behörde, übertragen. Für jedes Bundesland existiert ein eigener Landesjagdverband, welcher eine Körperschaft des öffentlichen Rechts ist.
Im Burgenland wurde im März 2021 eine Novelle zum Jagdgesetz beschlossen, die ein Ende der Pflichtmitgliedschaft im Landesjagdverband mit 31. Dezember 2022 vorsieht.

## Jagdflächen
Bejagbare Flächen teilen sich in Eigenjagden (in den meisten Bundesländern mindestens 115 ha Fläche, im Burgenland und in Tirol 300 ha Fläche), zusammenhängende Gemeindejagden (mindestens 500 ha Fläche; von der Behörde zwingend zusammengesetzt aus diversen Kleinflächen verschiedener Grundeigentümer) und Sonderjagdgebiete (Gemeindejagden unter 500 ha Fläche). In Eigenjagden ist der Eigentümer von Grund und Boden Jagdausübungsberechtigter, sofern dieser eine Jagdkarte besitzt.
Traditionellerweise werden nicht vom Grundeigentümer genutzte Jagden an Dritte verpachtet, was eine Übernahme sämtlicher jagdlicher Rechte und Pflichten für die jeweilige Jagdperiode (10 Jahre) im Revier zur Folge hat und mit besonderen rechtlichen Bestimmungen einhergeht (z. B. fixierte Pachtperiode, Verpflichtung zur Kompensation von Wildschäden durch den Pächter etc.). Eine Alternative zur Pacht stellt der Abschussvertrag dar, der vor allem von größeren Forstverwaltungen immer mehr bevorzugt wird und als einfacher Vertrag beiden Seiten mehr Handlungsspielraum gibt. Im Falle der Pacht ist der Pächter Ansprechpartner der Behörde in jagdlichen Angelegenheiten, im Falle eines Abschussvertrages ist der Abschussnehmer der Behörde nicht bekannt.
Gemeindejagden werden meist durch öffentliche Versteigerung an Jagdgenossenschaften oder Jagdgesellschaften (Verein zum Zwecke der Ausübung der Jagd) vergeben, auch eine Vergabe an Einzelpersonen oder sonstige juristische Personen ist möglich, aber selten.

## Voraussetzung
Die Jagd kann nur von Inhabern einer Jagdkarte ausgeübt werden. Voraussetzung zur Erlangung einer Jagdkarte ist die erfolgreiche Absolvierung der Jungjägerprüfung, welche im Anschluss an einen mehrmonatigen Kurs erfolgt. Die Prüfung umfasst diverse Fachgebiete (z. B. Wildtierkunde, Recht, Brauchtum, Waffenkunde, Schießpraxis uvm.) und erfolgt kommissionell. Die Prüfung ist am Wohnort zu absolvieren und hat bundesländerweise teils stark unterschiedliche Inhalte und Prüfmodi.
Für jedes Bundesland ist eine eigene Jagdkarte zu lösen, wobei jedoch der Besitz einer österreichischen Jagdkarte oder einer vergleichbaren ausländischen Bescheinigung ausreicht, um in jedem Bundesland eine Jagd(gast)karte lösen zu dürfen.